# Emilia Fahlin
Sonia Emilia Mimmi Marie Fahlin, född 24 oktober 1988 i Örebro, Sverige, är en svensk professionell tävlingscyklist. Fahlin tävlar från 2017 för Wiggle High5.

## Karriär
2008 blev Emilia Fahlin svensk mästare i linjelopp. 2009 och 2010 vann Fahlin de svenska mästerskapen i tempolopp. Den 15 juli 2010 slutade Fahlin på en andra plats i sitt sista stora U23-mästerskap på damernas tempolopp.
Hon representerade Sverige i olympiska sommarspelen 2012 och 2016. I slutet av augusti 2016 vann hon Vårgårda West Sweden i Sverige.